# Женское писательство
Женщины в истории литературы, женское писательство — литературные тексты, создававшиеся женщинами, как профессиональными писателями, так и любителями.
По сравнению с количеством книг, сочиненных мужчиной, их количество мало, поскольку возможность для женщины всегда было теснейшим образом связано с её социально-экономическим положением и уровнем образования, на протяжении веков находившемся на низком уровне. Их творчество часто не получало признания и порицалось, как несоответствующее роли женщине в обществе, как нарушение культурной нормы. «Аргументы против женского писательства приводились разные, самый распространенный — занятия литературой противны женскому естеству. Женщина не может тягаться силами с мужчинами, потому что заведомо слабее и потому что это неприлично».
Существовали отдельные жанры, «приличные» для дам, например — переводческая деятельность и детская литература.

## История

### Древнейший мир
Энхедуана — аккадская царевна и верховная жрица, автор «Гимнов к Инанне», первого в мировой истории текста, имеющего имя автора вообще.
Ок. 1100 до н. э. датируется древнеегипетская сказка, написанная от женского лица — принцессы Ахуры.
Древнейшим сохранившимся образцом древнееврейской поэзии, равно как и одним из древнейших по происхождению мест в Библии, считается «Песнь Деворы» (Суд. 5) (13-8 вв. до н. э.), которую традиция приписывает пророчице Деворе. Пророчица Мириам пела гимн Господу во главе хора из плясавших и игравших на литаврах женщин (Исх. 15:20, 21) — «Песнь у моря», однако, как и в предыдущем случае, утверждать что авторами сохранившихся текстов были женщины — невозможно.
Древние греки считали древнейшей своей сочинительницей женщину по имени Фантасия, чье имя стало переносным (возможно — XII век до н. э.). Это якобы была египтянка из Мемфиса, легендарная поэтесса времен Троянской войны, которая, по утверждениям некоторых древних авторов, написала поэмы о Троянской войне и возвращении Одиссея на Итаку, послужившие источником вдохновения для Гомера (VIII век до н. э.). Данная легенда, как и многие другие утверждения относительно греческого эпоса, не имеет надежных доказательств.
Если говорить об исторических личностях, то Сапфо (630/612 — 572/570 до н. э.) — наиболее знаменитая древнегреческая поэтесса. Её современницей, также жившей в VII в. до н. э., была Дамофила. Их примеру последовало значительное число женщин — см. Список древнегреческих поэтесс. Из них в число наиболее известных входит Коринна.
Гиппархия (ок. 350—280 гг. до н. э.) была киническим философом. Сообщается, что она писала трактаты и письма, однако ничто из них не сохранилось. Количество её коллег было велико, см. Список древнегреческих женщин-философов. Гетера Элефантида (III в. до н. э.) писала различные руководства, которые не сохранились.
Из позднеантичных авторов наиболее известна Гипатия (350/370 год — 415 н. э.), некоторые труды которой уцелели.
Древнеримских поэтесс, судя по всему, было меньше: к периоду республики относится Сульпиция Руфа (I в до н. э.). Из императорского периода известны Сульпиция Младшая (вторая половина I века н. э.) и другие, см. Список древнеримских поэтесс. Большинство их произведений известны по фрагментарному цитированию у других авторов. Фальтония Проба (ок. 306/315 — ок. 353/366) — древнеримская раннехристианская поэтесса, возможно, она является самой ранней христианской поэтессой, чье творчество сохранилось.

### Средневековье
Византийская империя наследовала греческое (положительное) отношение к женскому образованию аристократок. Византийская императрица V века Элия Евдокия оставила большое количество религиозной поэзии, дошедшей до наших дней. Святая Кассия Константинопольская (805/810 — до 865) была заметным поэтом и гимнографом. Она — единственная женщина среди византийских гимнографов, чьи произведения вошли в богослужебные книги Православной церкви. Принцесса Анна Комнина (1083—1153) — первая женщина-историк. Императрице Евдокие Макремволитиссе (1021—1096) долго приписывали историко-мифологический словарь «Иония», однако теперь её авторство отведено. См. Список византийских писательниц и поэтесс.
Западное средневековье характеризуется заметным количеством писательниц, большинство из которых писали религиозные произведения, со временем появляется и куртуазная литература. См. Список средневековых писательниц и поэтесс.
Королева франков Радегунда (VI в.) была другом Венанция Фортуната, по одной из версий, ею написаны стихотворения De Excidio Thoringiae и Ad Artachin. Монахиня Хросвита Гандерсгеймская (X век) считается первым европейским драматургом со времён античности.
Крупным писателем XII века, работавшим в разных жанрах, была сестра Хильдегарда Бингенская. К тому же веку относится австрийская монахиня фрау Ава — автор нескольких религиозных поэм на средневерхненемецком языке, первая немецкая писательница — неаноним. Ранней куртуазной поэтессой является Мария Французская (XII век), одной из первых французских поэтесс. Известна одна песня окситанской трубадурки Азалаис де Поркайрагас, другой трубадуркой была графиня Беатриса де Диа, а также графиня Тибурж II Оранская.
XIII век характеризуется такими персонами, как сестра Хадевейх, писавшая на брабантском наречии, и исландка Steinvör Sighvatsdóttir.
В XIV веке святая Екатерина Сиенская (1347—1380) оставила множество религиозных текстов и посланий, которые пользовались большой популярностью. Кристина Пизанская (1365—1430) считается первой женщиной, ставшей профессиональной писательницей (то есть сделавшая это средством заработка). Сочинительством занималась сербская княгиня Милица Сербская.
Тулузская поэтесса 2-й пол. XV века Клеманс Изор и её творчество, возможно, является поздней мистификацией.

### Древний и средневековый Восток
Древнекитайская поэзия также характеризуется появлением женщин: Zhuo Wenjun (2 в. до н. э.), Бань-Цзе-Юй (середина I в. до н. э.), Zuo Fen (III в. н. э.), Xie Daoyun (IV в. н. э.), Цай Вэньцзи, Su Xiaoxiao (V в. н.). См. Список средневековых писательниц и поэтесс Китая.
Среди японских поэтесс отмечают принцессу Ива-но химэ (IV в. н. э.). Поэтессой была императрица императрица Дзито (VII в. н. э.). Мировую славу приобрели японские писательницы Сэй-Сёнагон (ок. 966—1017?) и Мурасаки Сикибу (рубеж X—XI вв.). См. Список средневековых писательниц и поэтесс Японии.
Стихи писала корейская королева Чиндок-ёван (VII век).
В Индии на санскрите писали Shilabhattarika (IX век), Vijja (VIII—IX века), Bhavakadevi (XII век).
Поэзия развивалась и в доисламской Аравии, сохранился ряд имен поэтесс — Afira bint 'Abbad (III в. н. э.), Laila bint Lukaiz (ум. 483), al-Fāriʿah bint Shaddād, Аль-Ханса и др. См. Список средневековых арабских поэтесс. Рабиа Балхи - первая женщина-поэтесса в истории персидской литературы периода ирано-исламской цивилизации. За ней последует Мехсети Гянджеви (XII век).
В XI веке становятся заметными поэтессы арабской Испании, в том числе Wallada bint al-Mustakfi, Aa’isha bint Ahmad al-Qurtubiyya, Mariam bint Abu Ya’qub Ashshilbi и другие.

### Ренессанс
См. Список писательниц эпохи Ренессанса
В эпоху Ренессанса количество светских текстов, сочиняемых женщинами, все более увеличивается. Стихи писала королева Елизавета Тюдор, знаменитый сборник новелл «Гептамерон» оставила королева Маргарита Наваррская. В Ренессансной Италии занятие поэзией было достопочтенным для женщин и облагораживало даже куртизанок.
Во Франции творили Катрин д'Амбуаз (1475—1550), Катрин Дэ-Рош и Мадлен Дэ-Рош. Крупной поэтессой считается Луиза Лабе. Мари де Гурне — писательница, переводчица и философ, выступала за доступ женщин к образованию.
В Италии поэзией занимались знатные дамы (Лукреция Торнабуони, Виттория Колонна, Вероника Гамбара, Камилла Пизана, Лаура Баттиферри, Изабелла ди Морра, Барбара Торелли), куртизанки (Вероника Франко, Туллия д’Арагона). Наиболее эмоциональной поэтессой считается венецианская «виртуоза» Гаспара Стампа. Религиозные и гуманистические тексты, в основном на латыни, писала Изотта Ногарола. Важное эпистолярное наследие оставила Изабелла д’Эсте. Первыми женскими мемуарами на итальянском языке считается автобиография Камилла Фаа.

### Великобритания
Древнейшим текстом на английском языке, написанным женщиной, является «Откровения Божественной Любви» Юлианы из Нориджа (1343 — после 1416). Это также самая ранняя сохранившаяся работа, написанная английским отшельником или отшельницей. Монахиня Кэтрин Саттон (en), бывшая аббатисой в 1358—1376 годах, писала религиозные мистерии на сюжеты из Священной истории, что делает её первой англичанкой-драматургом.
Английский религиозный мистик Марджери Кемпе не умела ни читать, ни писать, но продиктовала двум переписчикам «Книгу Марджери Кемпе» — первую автобиографию на английском языке с описанием своих странствий и видений (1438).
Ренессансные поэтессы англичанки, кроме королевы Елизаветы — Мэри Сидни, Энн Аскью.
Элизабет Кэри (1585—1639) — первая английская женщина светский драматург, с пьесой «Трагедия Мариам» (1613). А Афра Бен (1640—1689) — самая известная из женщин-драматургов XVII века.
Мэри Эстел (1668—1731) многие считают первой английской писательницей-феминисткой. В своих анонимных публикациях Астелл решительно поддерживала равные возможности образования для женщин.

### Россия
Сохранившиеся летописи и другие древние тексты имеют фрагменты, написанные от лица женщин (Плач Ярославны и проч.), однако их авторство не определено. К 1389 году относится Плач вдовы Дмитрия Донского св. Евфросиньи Московской из «Слова о житии Bеликого князя Дмитрия Ивановича».
В XVIII веке женское литературное творчество появляется в России. Первым драматургом-женщиной, видимо, надо считать царевну Наталью Алексеевну, устроившей в Москве светский театр. Ей приписываются «Комедия о святой Екатерине», «Хрисанф и Дария», «Цезарь Оттон» и «Святая Евдокия»
Первые сохранившиеся мемуары оставила о своей печальной судьбе Наталья Долгорукова — «Своеручные записки» (1797).
Екатерина Великая и Екатерина Дашкова оставили мемуары, причем императрица писала на французском.
В XVIII веке, к концу, в Российской империи около 20 поэтесс печатались в периодике или издавали стихи, однако они были «дилетантками». Первой русской писательницей в собственно литературном смысле считается Екатерина Александровна Сумарокова, дочь поэта. Анна Петровна Бунина (1774—1829) считается первой «профессиональной» писательницей (жившей на гонорары и пожалования). В 1830-е годы двумя наиболее известными поэтессами были Каролина Павлова и Евдокия Ростопчина.
Серебряный век ознаменовался появлением большого количества поэтесс, хотя отношение к ним писателей-мужчин оставалось снисходительным. Ахматова, в частности, в целях принятия протестовала против феминитива в свой адрес.

## Смежные термины
- Женская литература (любовные романы и проч.)
- Женская эпистолярная проза (en)
- List of female rhetoricians — женщины-риторы
- List of female poets
- Women’s writing (literary category) — академическая дисциплина, изучающая женское писательство как отдельную область литературных исследований, основанная на представлении о том, что опыт женщин исторически определялся их полом, и поэтому писательницы-женщины по определению представляют собой группу, достойную отдельного изучения.
- Écriture féminine — направление феминистской литературной теории, особенно изучающее отличие женского языка.
- Gynocriticism — женская литературная критика